# Давид, Вацлав
Вацлав Давид (чеш. Václav David, 23 сентября 1910, Студене, Чехословакия — 5 января 1996, Прага, Чехия) — чехословацкий государственный и политический деятель, министр иностранных дел ЧССР (1953—1968).

## Биография
1929—1932 гг. — работал в комсомольских организациях, с 1934 г. — в Союзе друзей СССР (был секретарём Союза в Чехии). С 1935 г. — член коммунистической партии Чехословакии (КПЧ). В период фашистской оккупации Чехословакии активный участник Движения Сопротивления; был членом IV подпольного ЦК КПЧ (с декабря 1944), в марте 1945 года возглавил подпольный областной Пражский комитет КПЧ; во время Народного восстания 1945 в чешских землях был членом Военной комиссии Чешского национального совета.
1945—1990 гг. — член ЦК КПЧ и депутат Национального собрания.
- 1951—1953 гг. — секретарь ЦК КПЧ,
- 1953—1968 гг. — министр иностранных дел ЧССР,
- 1968—1971 гг. — посол ЧССР в Народной Республике Болгария,
- 1971—1986 гг. — председатель палаты национальностей федерального Собрания ЧССР.

Неоднократно избирался вице-председателем Союза чехословацко-советской дружбы, с 1972 г. — председателем.